# Wydział Zarządzania Uniwersytetu Gdańskiego
Wydział Zarządzania Uniwersytetu Gdańskiego – jeden z jedenastu wydziałów Uniwersytetu Gdańskiego, oraz jeden z dwóch wydziałów tej uczelni zlokalizowanych w Sopocie.

## Historia

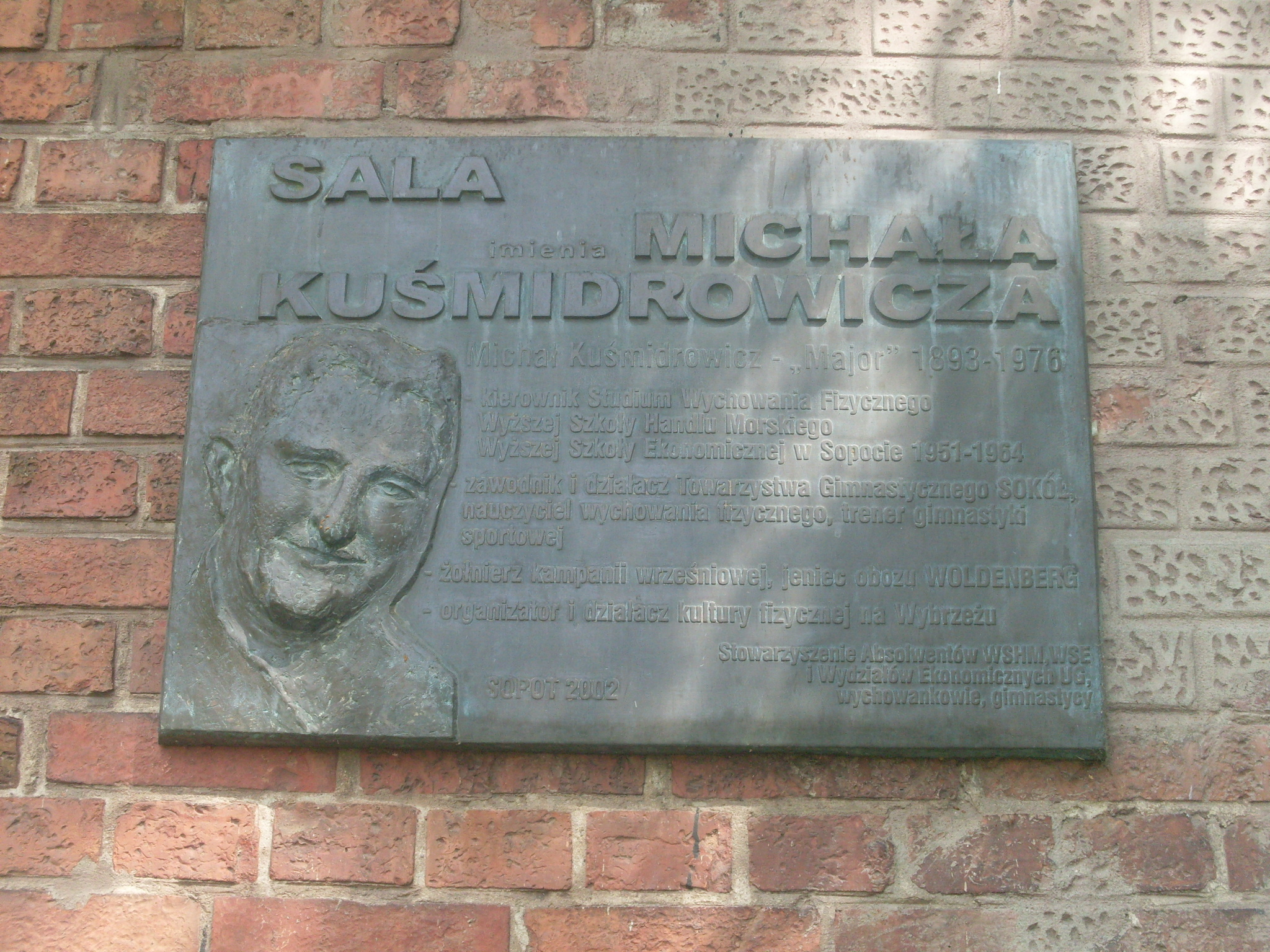
Tablica upamiętniająca Michała Kuśmidrowicza, kierownika Studium Wychowania Fizycznego Wyższej Szkoły Ekonomicznej w Sopocie, która w 1970 weszła w skład Uniwersytetu Gdańskiego

### II wojna światowa
Początki Wydziału sięgają czasów II wojny światowej. W 1940 powstał konspiracyjny Uniwersytet Ziem Zachodnich, a dwa lata później w jego strukturach Instytut Morski z siedzibą w Warszawie.

### Wyższa Szkoła Handlu Morskiego w Gdyni
Inicjatorami powołania wyższej uczelni ekonomicznej specjalizującej w gospodarce morskiej byli profesorowie UZZ Władysław Kowalenko, Walenty Szweda, Bolesław Kasprowicz, Tadeusz Ocioszyński oraz studenci: Jerzy Wesołowski, Stefan Zumbach i Jerzy Raminger. Przybyli do Trójmiasta już w marcu i kwietniu 1945 r. i dzięki usilnym staraniom 8 września tegoż roku Ministerstwo Oświaty powierzyło doc. doktorowi Władysławowi Kowalence zorganizowanie wyższej uczelni ekonomicznej. Nauka w Wyższej Szkole Handlu Morskiego w Gdyni rozpoczęła się 21 listopada 1945. Wbrew nazwie, znajdowała się w Sopocie. Złożono sześćset podań byłych studentów Instytutu Morskiego UZZ. Przychylnie rozpatrzono 312 i rozmieszczono według tego, jaki rok skończyli. Formalnie jednak uczelnia rozpoczęła działalność 17 sierpnia 1946. Do października tegoż roku była niepaństwowa. Rok później przyjęto 310 słuchaczy spoza grona UZZ.

### Wyższa Szkoła Ekonomiczna w Sopocie
Zgodnie z Uchwałą Rady Ministrów nr 348 z dnia 3 maja 1952 nazwa została zmieniona na Wyższa Szkoła Ekonomiczna w Sopocie. Pracownicy i studenci przyjęli to chłodno, gdyż wcześniejsza była swoistą reklamą i w świadomości potencjalnych kandydatów mogła się nie wyróżniać na tle innych uczelni mających w nazwie ekonomiczna, a przecież nadal najważniejsza była tematyka gospodarki morskiej. W latach 1954–1962 rektorem uczelni był Stanisław Matysik.

### Uniwersytet Gdański
20 marca 1970 powstał Uniwersytet z połączenie WSE w Sopocie i Wyższej Szkoły Pedagogicznej w Gdańsku. Nowa uczelnia miała wówczas sześć wydziałów, a pośród nich:
- Ekonomiki Produkcji
- Ekonomiki Transportu

27 maja 1993 Senat UG postanowił o zmianie nazw: Wydział Ekonomiki Transportu na Wydział Ekonomiczny, a Wydział Ekonomiki Produkcji na Wydział Zarządzania. Uchwała weszła w życie 1 października 1993. Katedry i instytuty także zostały przemianowane.

## Koła naukowe
Na Wydziale Zarządzania Uniwersytetu Gdańskiego działają studenckie koła naukowe:
- Koło Naukowe „Audytor”
- Koło Naukowe Informatyki „Lider”
- Koło Naukowe „Inwestor”
- Koło Naukowe „MarkeTEAM”
- Koło Naukowe Metod Ilościowych
- Koło Naukowe „Strateg”
- Koło Naukowe Systemów Informatycznych „E-xpert”

## Kierunki kształcenia
Dostępne kierunki:
- Finanse i rachunkowość (studia I i II stopnia)
- Finanse i rachunkowość, specjalność Financial Analyst (studia I stopnia)
- Finanse i rachunkowość, specjalność Finance and Accounting (studia II stopnia)
- Informatyka i ekonometria (studia I i II stopnia)
- Informatyka i ekonometria, specjalność Business Informatics (studia II stopnia)
- Ubezpieczenia – studia interdyscyplinarne (studia II stopnia)
- Zarządzanie (studia I i II stopnia)
- Zarządzanie instytucjami służby zdrowia (studia I stopnia)
- Zarządzanie w sporcie – studia menedżerskie (studia I stopnia)
- Zarządzanie, specjalność Management (studia II stopnia)

## Władze Wydziału
W kadencji 2024–2028:
| Stanowisko                                   | Imię i nazwisko                                   |
| -------------------------------------------- | ------------------------------------------------- |
| Dziekan                                      | dr hab. Angelika Kędzierska-Szczepaniak, prof. UG |
| Prodziekan ds. Nauki                         | dr hab. Bartosz Marcinkowski, prof. UG            |
| Prodziekan ds. Studenckich i Kształcenia     | dr Sabina Nowak                                   |
| Prodziekan ds. Umiędzynarodowienia i Rozwoju | dr hab. Anna Dziadkiewicz, prof. UG               |

## Struktura organizacyjna
| Katedra                                         | Kierownik                                         |
| ----------------------------------------------- | ------------------------------------------------- |
| Katedra Bankowości i Finansów                   | dr hab. Angelika Kędzierska-Szczepaniak, prof. UG |
| Katedra Ekonometrii                             | dr hab. Anna Zamojska, prof. UG                   |
| Katedra Strategicznego Rozwoju i Nauk o Jakości | prof. dr hab. Małgorzata Wiśniewska               |
| Katedra Finansów Przedsiębiorstw                | dr hab. Ewa Majerowska, prof. UG                  |
| Katedra Informatyki Ekonomicznej                | dr hab. Bartosz Marcinkowski, prof. UG            |
| Katedra Inwestycji i Nieruchomości              | dr hab. Anna Wojewnik-Filipkowska, prof. UG       |
| Katedra Marketingu                              | dr hab. Anna Dziadkiewicz, prof. UG               |
| Katedra Organizacji i Zarządzania               | dr hab. Jarosław Waśniewski, prof. UG             |
| Katedra Rachunkowości                           | dr hab. Arleta Szadziewska, prof. UG              |
| Katedra Statystyki                              | dr hab. Ewa Wycinka, prof. UG                     |
| Katedra Zachowań Organizacyjnych                | dr hab. Piotr Wróbel, prof. UG                    |